# Elssa (Woldesenbet)
Elssa (imię świeckie Heruj Woldesenbet, ur. 1930 w Gondarze) – duchowny Etiopskiego Kościoła Ortodoksyjnego, od 2009 biskup Północnego Gondaru. 

## Życiorys
Sakrę biskupią otrzymał 21 stycznia 1979. W 2009 został mianowany biskupem Północnego Gondaru.